# Ernesto Castillo
Ernesto Castillo (* 25. Juni 1970 in Leipzig) ist ein deutschsprachiger Lyriker und  Performer.

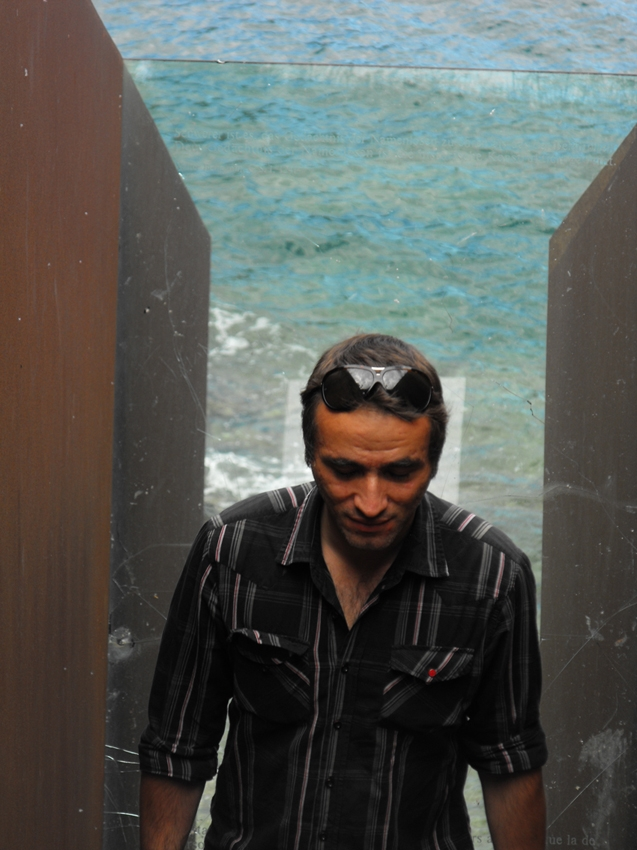
Ernesto Castillo in Port-Bou

## Leben
Geboren 1970 in Leipzig, siedelte er 1985 ins damalige West-Berlin über. Von 2001 bis 2008 lebte er vorwiegend in Italien, anschließend in Berlin. Er war Mitbegründer der Berliner Zeitschrift für Lyrik und Prosa lauter niemand, und von 1998 bis 2008 einer ihrer Redakteure und Mitherausgeber. 
Seit 2010 lebt und arbeitet Ernesto Castillo in Frankreich.

## Bücher und Editionen
- Coup(o)les[2][3], Les éditions du Chemin de fer, 2013
- Cartes postales, Postkarten, mit Frédérique Loutz, MAGP / Maisons Daura, Région Midi-Pyrénées 2012
- Ptolomäische Felder, Tabor Presse, Lyrikband, Berlin 2011
- Anders[4][5], Künstlerbuch mit Frédérique Loutz, Michael Woolworth Publications, Paris 2011
- loveiathan, VOIXéditions, Lyrikband, ISBN 2-914640-98-6, Elne 2010
- jacomo in the box, Matchboox Edition mit Frédérique Loutz, VOIXéditions, Elne, 2010
- Fedre et le vilain petit icare, Künstlerbuch mit Frédérique Loutz, Michael Woolworth Publications, Paris 2009

## CDs und Vertonungen
- Absurde Nacht, CD, L’inlassable Disque, Paris 2015
- UNS, CD, L’inlassable Disque, Paris 2012
- nomade daemon, CD, L’inlassable Disque, Paris 2011

## Performances/Lesungen (Auswahl)
- 2013 „Coup(o)les“, mit Frédérique Loutz, Schloss Chambord, Frankreich
- 2012 „The god particle“, mit François Bessac und Jean-Pierre Hiriartborde, Maisons Daura, Saint-Cirq-Lapopie, Frankreich
- 2012 „Embaumés, Débauchés“, Festival des ephemeres #3 Arbres, Paris, Frankreich
- 2011 „Mots & Mets“, l´inlassable galerie, Paris, Frankreich
- 2011 „l’enfer du décor“, l´inlassable vitrine, Paris, Frankreich
- 2011 „le flottement en reste le pire“, l´inlassable vitrine, Paris, Frankreich
- 2011 „starved for sky“, La Maison rouge, fondation Antoine-de-Galbert, Paris, Frankreich
- 2011 „Anders“, Atelier Michael Woolworth, Paris, Frankreich
- 2011 „Nomade Daemon“, Cabaret Voltaire, Zürich, Schweiz
- 2010 „loveiathan“, Château de Jau, Languedoc-Roussillon, Frankreich
- 2010 „Physis/Personae I+II“, our second home, Berlin, Deutschland
- 2009 „fedre et le vilain petit icare“, Galerie Jordan-Seydoux, Berlin, Deutschland
- 2009 „fedre et le vilain petit icare“, Grand Palais, Paris, Frankreich

## Auszeichnungen/Residenzen (Auswahl)
- Finalist beim Dresdner Lyrikpreis 2020[6]
- Residenz Schloss Chambord, (Château de Chambord 2013)
- Residenz Maisons Daura, La Maison des Arts Georges Pompidou (Saint-Cirq-Lapopie 2012)
- Finalist beim Literaturwettbewerb Wartholz (Reichenau an der Rax 2010)

## Öffentliche Sammlungen
- Bibliotheque Kandinsky - Centre Georges Pompidou
- Bibliothèque nationale de France
- Spencer Collection | The New York Public Library